# Tragedia de la puerta 11
La Tragedia de la puerta 11 fue un desastre no natural ocurrido el 2 de julio de 1944, en el Estadio Monumental Antonio Vespucio Liberti, luego de la finalización de un partido de fútbol entre los equipos de River Plate y San Lorenzo de Almagro.
En una de las puertas de salida se produce una tragedia de muertes por el aplastamiento de una multitud contra la puerta cerrada número 11. Se lamentaron siete víctimas fatales.
El partido concluyó con el resultado River 2 – San Lorenzo 1, el árbitro fue Bartolomé Macías, cuya labor fue decepcionante y produjo el reclamo de los simpatizantes de San Lorenzo. Estos reclamos pasaron a incidentes que fueron luego reprimidos por la acción policial, es en este momento donde se produce la salida mediante una escalera en caracol hacia la puerta 11 cerrada.

## Investigación y responsabilidad
El caso fue cerrado indicando que el episodio fue causado por uno de los muertos que al caer desencadenó la avalancha.
Evidentemente no se investigó la represión policial sin permitir salida al exterior ni el cierre de la puerta de salida.
La represión policial quedó nuevamente en evidencia cuando se repitió una tragedia de similares características, pero con mayor cantidad de casos fatales en el año 1968, la tragedia de la puerta 12
Posteriormente son modificadas las salidas de manera de evitar este tipo de riesgos en seguridad.

## Eventos posteriores relacionados
- Tragedia de la puerta 12.